# Pseudalosterna curtelineata
Pseudalosterna curtelineata là một loài bọ cánh cứng trong họ Cerambycidae.